# Mouvements issus du mormonisme
 (avril 2022).
Si vous disposez d'ouvrages ou d'articles de référence ou si vous connaissez des sites web de qualité traitant du thème abordé ici, merci de compléter l'article en donnant les références utiles à sa vérifiabilité et en les liant à la section « Notes et références ».

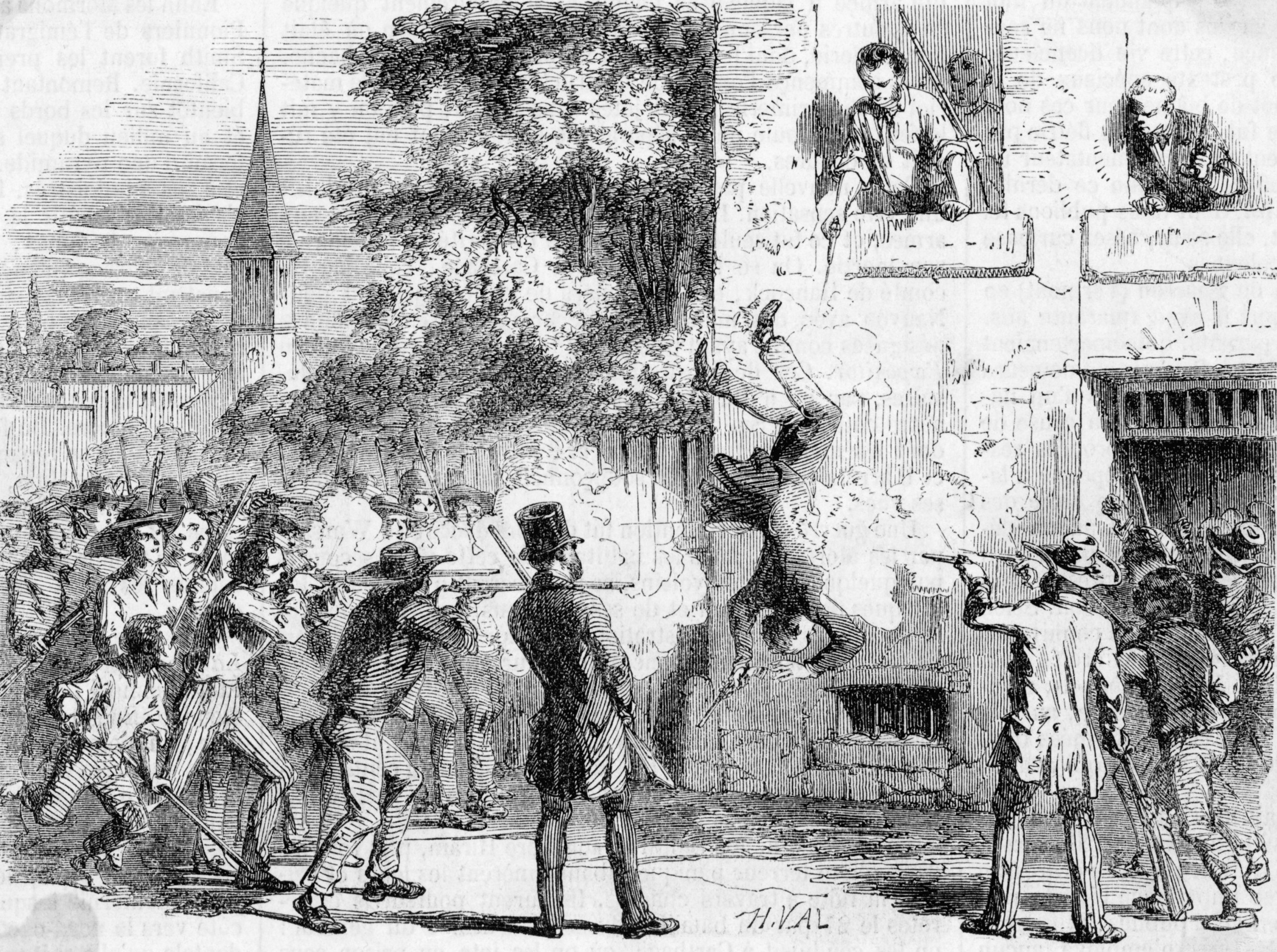
Assassinat de Joseph Smith

Plusieurs mouvements issus du mormonisme existent à côté de l’Église de Jésus-Christ des saints des derniers jours. Certains de ces mouvements se qualifient de « mormons » tandis que d’autres rejettent ce surnom. Ces mouvements ont leur propre doctrine et ne sont pas reconnus par l’Église de Jésus-Christ des saints des derniers jours.
La plupart de ces mouvements sont issus de la crise de succession ayant eu lieu après la mort en 1844 de Joseph Smith, fondateur de l'Église de Jésus-Christ des saints des derniers jours. Certains d’entre eux ont également connu des schismes à leur tour et plusieurs de ces mouvements existent encore de nos jours. Par ailleurs, plusieurs mouvements, généralement fondamentalistes, sont apparus au cours du XXe siècle créés par des dissidents de l’Église de Jésus-Christ des saints des derniers jours ou par des personnes s'inspirant des doctrines du mormonisme.

## Dissidences apparues du vivant de Joseph Smith
- l'Église pure du Christ (The Pure Church of Christ), première dissidence connue, fondée par Wycam Clark et cinq partisans en 1831. Wycam Clark affirmait être le vrai prophète en lieu et place de Joseph Smith.
- l'Église indépendante (Independent Church), fondée par Hoton en 1832, opposée à Joseph Smith et au Livre de Mormon. Elle se désagrégea à la suite des désaccords entre Hoton et l'évêque du mouvement.
- l'Église du Christ (Church of Christ), fondée par Ezra Booth en 1836, considérant que Joseph Smith était un faux prophète et que le Livre de Mormon était faux. Le mouvement se désagrégea après quelques réunions.
- l'Église du Christ (Church of Christ), fondée par Warren Parrish en 1837, jugeant que Joseph Smith était un prophète déchu. En 1838, il parvint à prendre provisoirement le contrôle du temple de Kirtland, tandis que Joseph Smith et les membres lui étant restés fidèles quittaient l'endroit pour le Missouri. Warren Parrish fut rejoint par Martin Harris, un des témoins du Livre de Mormon. Les membres de cette Église s'opposèrent sur la question du Livre de Mormon, considéré comme un faux par certains (dont Parrish), et comme vrai par d'autres (dont Martin Harris). Le mouvement se désagrégea peu après.
- l'Église vraie de Jésus-Christ des saints des derniers jours (True Church of Jesus Christ of Latter Day Saints), fondée en 1844 par William Law, un ancien conseiller de Joseph Smith. Il refusait les évolutions de doctrine de la part de Joseph Smith, qu'il dénonçait comme une corruption du mormonisme originel. Il s'opposait particulièrement au mariage plural (polygamie) et aux dérives théocratiques de la part de Joseph Smith. Le mouvement fut à l'origine de l'impression du Nauvoo Expositor, journal hostile à Joseph Smith et son Église.

## Mouvements apparus lors de la crise de succession
Lorsque le fondateur de l'Église de Jésus-Christ des saints des derniers jours, Joseph Smith, fut assassiné le 27 juin 1844, l’Église connut une crise de succession. Joseph Smith n'ayant pas donné d'instructions suffisamment claires et acceptées par tous à ce sujet, une période de confusion s'installa. Durant cette période, plusieurs dirigeants du mouvement affirmèrent être les successeurs légitimes de Joseph Smith et tentèrent de prendre en main la direction de l'Église. Leur rivalité conduisit à l'éclatement du mouvement en plusieurs factions, menées avec plus ou moins de succès par leurs dirigeants respectifs. La majorité des mormons suivit le Collège des douze apôtres et son président Brigham Young. Certains de ces mouvements ont depuis disparu, d’autres existent encore aujourd’hui.

### Brighamites

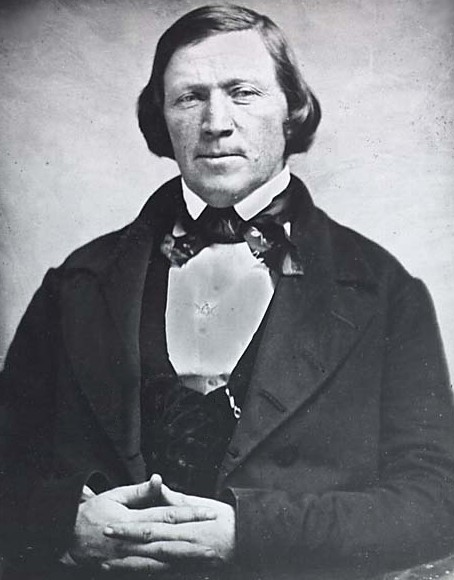
Brigham Young

En 1844, Brigham Young (1801-1877) était le président du Collège des douze apôtres. Les douze apôtres étaient initialement des représentants « voyageurs » de l’Église dans les régions où celle-ci n’était pas encore organisée de façon régulière, ce qui faisait de l'œuvre missionnaire leur tâche primordiale. Le Collège des douze apôtres avait une autorité égale à celle de la Première Présidence, mais il en était de même pour le Grand Conseil et le Collège des Soixante-Dix (D.A. 107:21-26), ce qui rendait la situation confuse. Cependant, Joseph Smith avait confié un rôle de plus en plus important au Collège des douze apôtres au cours des dernières années avant sa mort et avait enseigné que le Collège des douze apôtres était l’autorité suprême de l’Église après la Première Présidence :
« Je me mis ensuite à expliquer la question du devoir des Douze et leur autorité, qui vient immédiatement après la présidence actuelle (...) en outre, les Douze ne sont soumis à personne d’autre qu’à la Première Présidence, c’est-à-dire « moi-même, dit le prophète, Sidney Rigdon et Frederick G. Williams », qui sont maintenant mes conseillers, et là où je ne suis pas, il n’y a pas de Première Présidence au-dessus des Douze. »
— Joseph Smith, History of the Church, volume 2, p. 373-374, 16 janvier 1836
En s'adressant aux membres du Collège des douze apôtres, en mars 1844, trois mois avant sa mort : 
« Je transfère le fardeau et la responsabilité de la direction de cette Église de mes épaules aux vôtres. Maintenant, redressez les épaules et endossez-le comme des hommes ; car le Seigneur va me laisser me reposer un certain temps. »
— Procès-verbal d’une réunion de mars 1844 ; dans Brigham Young, Office Files 1832-1878, Archives de l’Église de Jésus-Christ des Saints des Derniers Jours, Salt Lake City ; voir également Enseignements des présidents de l'Église - Joseph Smith, 2007, p. 567
À propos du moment où il apprit la mort brutale de Joseph Smith, Brigham Young raconte : « La première chose à laquelle je pensais fut de savoir si Joseph avait emporté avec lui les clefs du royaume ». Cependant il réagit rapidement en affirmant : « Les clefs du royaume sont précisément ici avec l'Église », impliquant que le Collège des douze apôtres se devait de prendre en main la direction du mouvement. La plupart des apôtres suivirent Brigham Young dans sa démarche, ainsi que bon nombre de dirigeants.

#### Église de Jésus-Christ des saints des derniers jours
La mort de Joseph Smith survenue le 27 juin 1844 ayant suscité une crise de succession, une conférence générale fut tenue six semaines plus tard, le 8 août 1844. Au cours de la conférence, Brigham Young se prononça contre les prétentions de Sidney Rigdon, le premier conseiller du prophète décédé, qui voulait se faire nommer « tuteur » de l’Église. Selon lui, Sidney Rigdon avait perdu toute autorité à la suite de la mort du prophète : « Elder S. Rigdon affirme être le porte-parole de Joseph. Il l'est, très bien. Mais comment peut-il agir à présent dans cet office ? S'il désire être à présent le porte-parole du prophète, il doit aller de l'autre côté du voile, puisque le prophète s'y trouve. Mais Elder Rigdon est ici. »
Brigham Young affirma que personne ne pourrait jamais remplacer Joseph Smith, mais que le Collège des douze apôtres avait toutes les « clefs de la prêtrise » que celui-ci possédait. En conséquence, il invita l'assemblée à désigner ce collège comme l'autorité suprême de l'Église. Plusieurs partisans de Brigham Young affirmèrent par la suite que celui-ci avait l'apparence et la voix de Joseph Smith pendant son discours.
L’assemblée soutint alors la proposition par un vote majoritaire, confiant la direction de l'Église au Collège des douze apôtres. La majorité des membres se rangea par la suite à cette décision. Selon l'Église de Jésus-Christ des saints des derniers jours, le choix de ceux qui suivirent Brigham Young et le Collège des douze apôtres est conforté par deux déclarations de Joseph Smith :
« Mes frères, souvenez-vous que la majorité de ce peuple ne s'égarera jamais. Aussi longtemps que vous restez avec la majorité, vous êtes assurés d'entrer dans le royaume céleste. »
— Joseph Smith, cité par Orson Hyde, Deseret News Semi Weekly, 21 juin 1870, p. 3
« Je vais vous donner une clef qui ne rouillera jamais : si vous demeurez avec la majorité des douze apôtres et avec les écrits de l'Église, vous ne serez jamais égarés. »
— Joseph Smith, cité par William G. Nelson, Young Woman's Journal, décembre 1906, p. 543
Brigham Young mena l’exode de l’Église vers la vallée du lac Salé, dans les montagnes Rocheuses, ce qui réalisait une prophétie de Joseph Smith. Les mormons y fondèrent Salt Lake City (Utah). En 1847, Brigham Young organisa une nouvelle Première Présidence et devint le nouveau président de l'Église.
Le massacre de Mountain Meadows eut lieu le 11 septembre 1857, lorsque 50 à 60 miliciens mormons locaux du sud de l’Utah, accompagnés d’alliés amérindiens, massacrèrent quelque 120 émigrants qui se rendaient avec des chariots en Californie. Ce crime, qui n’épargna que 17 enfants de six ans et moins, se produisit dans une vallée de montagne appelée Mountain Meadows, à environ 55 kilomètres au sud-ouest de Cedar City. Il eut lieu dans le contexte de la guerre de l'Utah, un conflit entre des mormons et le gouvernement fédéral des États-Unis.

#### Église de Sion (Godbéite)
William S. Godbe (en) (1833-1902) fut converti en 1850 par Parley P. Pratt (en) (1807-1857), alors missionnaire mormon en Grande-Bretagne. Il émigra en Utah en 1851 où il devient un homme d'affaires. En 1868, Godbe et plusieurs autres mormons émirent des critiques contre la politique économique imposée par Brigham Young, président de l'Église de Jésus-Christ des saints des derniers jours et gouverneur de l'Utah. Leur opposition conduisit finalement à leur excommunication le 25 octobre 1869.

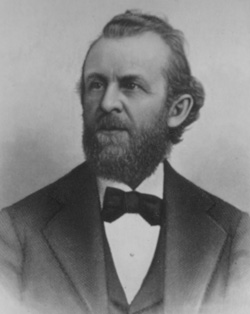
William S. Godbe

Souhaitant réformer l'Église, Godbe était convaincu que des réformes politiques étaient d'abord nécessaires afin de mettre un terme au mandat de Brigham Young comme gouverneur de l'Utah. En février 1870, il contribua à la fondation du Parti libéral d'Utah (Liberal Party of Utah) qui présenta des candidats aux élections contre ceux soutenus par l'Église.
En 1870, Godbe et ses amis fondèrent l'« Église de Sion » (aussi connue sous le nom d'« Église Godbéite »). Délaissant une partie des doctrines mormones, le mouvement s'ouvrit au spiritualisme et au mysticisme, populaires aux États-Unis à la fin du XIXe siècle. Cette Église ne rencontra pas suffisamment de succès et se désagrégea dans les années 1880.

### Joséphites

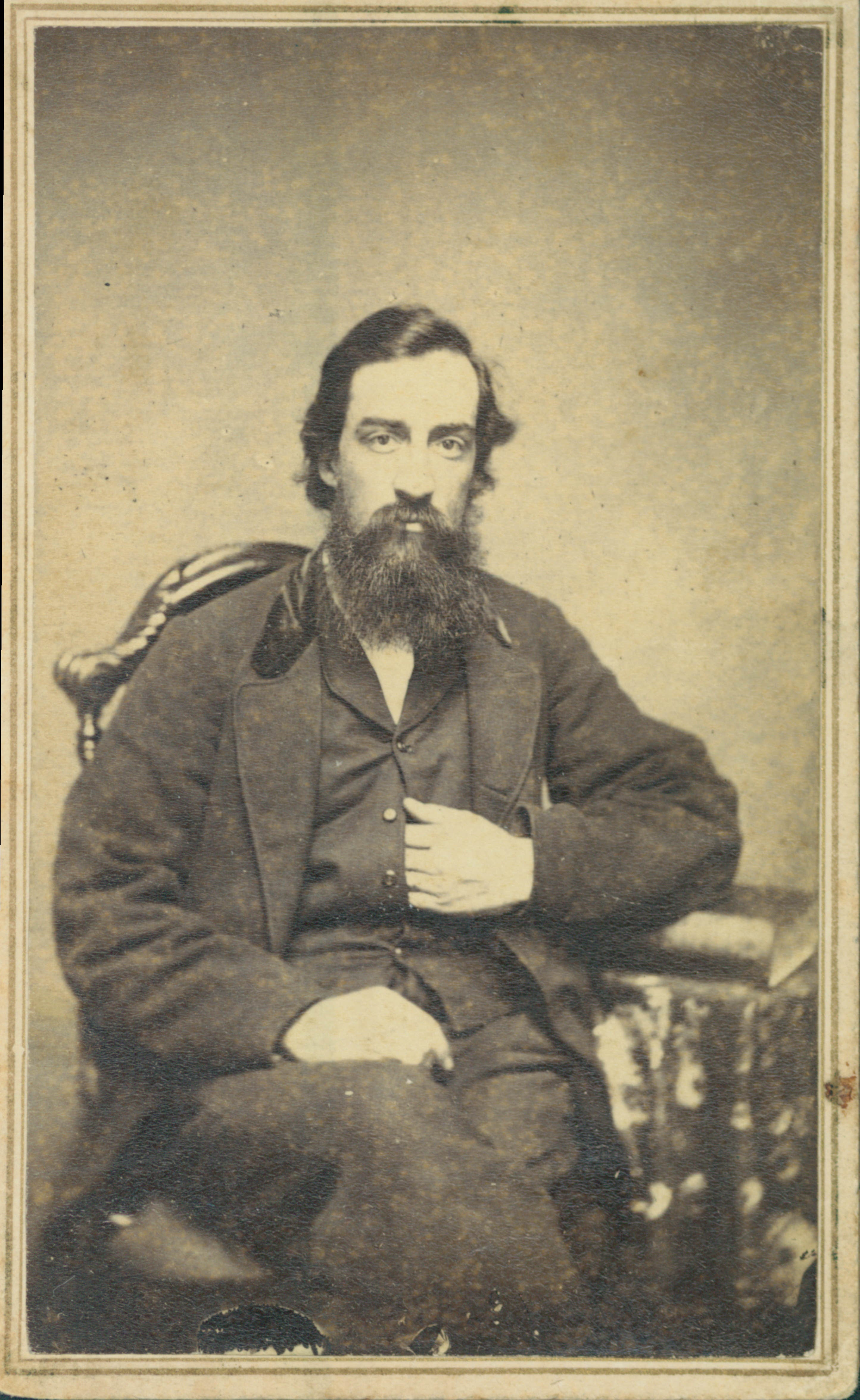
Joseph Smith III

Lors de la mort de Joseph Smith, William Marks (1792-1872) était le président du Grand Conseil dirigeant les congrégations du mouvement, ce qui faisait de lui un successeur potentiel. Emma Smith, la femme du prophète décédé, soutint la candidature de Marks. Le 10 juin 1844, un groupe de dirigeants fut sur le point de désigner Marks comme le nouveau président de l’Église mais l’apôtre William Richards obtint le report de cette désignation, le temps que Brigham Young pût rentrer à Nauvoo. Celui-ci ainsi que plusieurs apôtres craignaient que Marks ne mît fin au mariage plural (polygamie), ordonnance qu’ils considéraient cruciale pour l’au-delà.
Marks préféra ne pas poursuivre ses prétentions et soutint alors celles de Sidney Rigdon, le premier conseiller du défunt prophète. Celui-ci ne put s’imposer et Marks quitta Nauvoo en février 1845. Il rejoignit quelque temps James Strang qu’il quitta vers 1855 pour s’associer à d’autres mormons rejetant Brigham Young : Zenas H. Gurley, Jason W. Briggs et William W. Blair. Ensemble, ils conclurent que le seul successeur légitime de Joseph Smith ne pouvait être que son fils aîné, Joseph Smith III, et que l’Église devait être réorganisée autour de lui.

#### Communauté du Christ

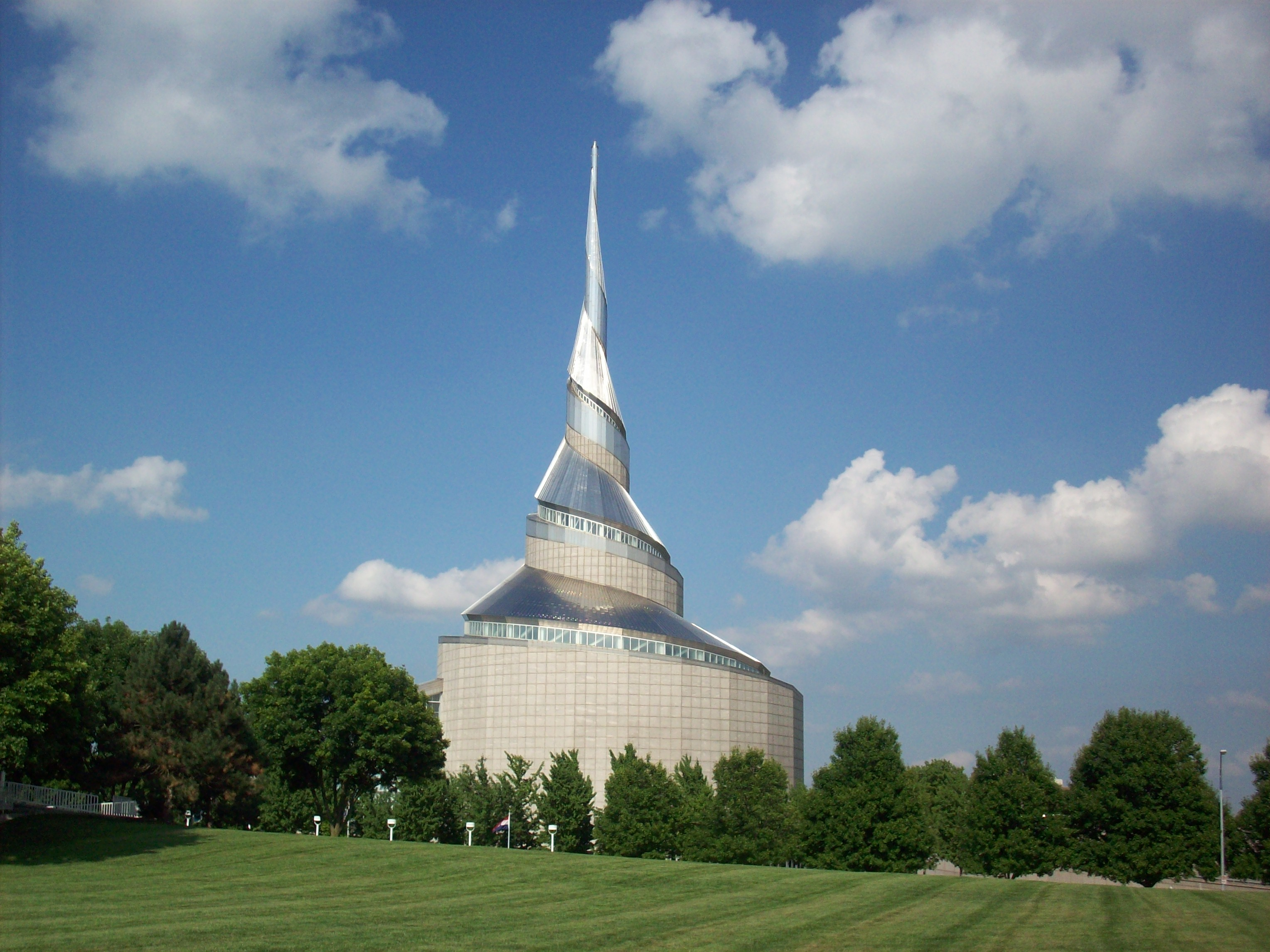
Temple de la Communauté du Christ (Independence, Missouri)

En 1860, Marks et ses amis réussirent à convaincre Joseph Smith III de prendre la tête de leur mouvement, rassemblant plusieurs congrégations d’obédience mormone, sous le nom d’"Église Réorganisée de Jésus-Christ des saints des derniers jours". Lors de la conférence d’avril 1860, Joseph Smith III fut ordonné président de la haute prêtrise.
L’Église réorganisée modifia son nom en « Communauté du Christ » en 2001. Elle compte environ 250 000 membres. Le mouvement est connu pour être plus « libéral » que l’Église de Jésus-Christ des saints des derniers jours. Il cherche également à se rapprocher du protestantisme en abandonnant les doctrines perçues comme trop « mormones ».
Elle est présente depuis la fin du XIXe siècle en Polynésie française où elle est connue sous le nom d'église Sanito
Ces évolutions provoquèrent l'apparition de mouvements dissidents conservateurs, tels :
- l'Église de Jésus-Christ des saints des derniers jours du rétablissement (Restoration Church of Jesus Christ of Latter Day Saints), organisée en 1991 par le soixante-dix M. Norman Page, affirmant avoir reçu deux révélations divines.
- l'Église de Jésus-Christ rétablie en 1830 (Church of Jesus Christ Restored 1830), apparue dans les années 1980 sous la direction du soixante-dix Nolan W. Glauner et officiellement organisée en 2000.
- l'Église restante de Jésus-Christ des saints des derniers jours (Remnant Church of Jesus Christ of Latter Day Saints), créée en 2000 et dirigée par un descendant de Joseph Smith.

#### Wightites
Lyman Wight (1796-1858) fut baptisé en 1830 et ordonné apôtre le 8 avril 1841. Il fut chargé par Joseph Smith d’établir des colonies à la frontière du Texas et au Mexique. À la mort de Joseph Smith, il se sentit tenu de suivre les instructions que celui-ci lui avait données, et il emmena un groupe de 150 personnes sur les frontières du Texas. Il organisa son propre mouvement dont il devint le président et rompit avec les autres factions qui se disputaient la succession de Joseph Smith. Brigham Young tenta à plusieurs reprises de le convaincre de le rejoindre en Utah mais Wight refusa à chaque fois. Il fut finalement excommunié par Brigham Young, ainsi que plusieurs de ses partisans.
En 1849, Lyman Wight abandonna ses prétentions et affirma par écrit que l'appel prophétique appartenait au lignage de Joseph Smith et que son successeur légitime était donc son fils, Joseph Smith III. Il mourut en 1858, avant que l'Église Réorganisée ne pût être établie. La plupart des disciples de Wight la rejoignirent, conformément à la volonté de leur dirigeant décédé.

### Rigdonites

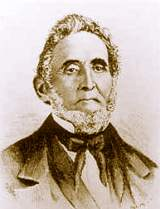
Sidney Rigdon

Malgré certains différends avec Joseph Smith, Sidney Rigdon (1793-1876) en était resté le premier conseiller et se retrouva en 1844 le seul membre restant de la Première Présidence, organe qui dirigeait l’Église. Certains virent en lui le successeur logique de Joseph Smith. Le 8 août 1844, devant une large congrégation à Nauvoo, Sidney Rigdon expliqua qu’il ne pouvait y avoir de réel successeur au défunt prophète et il se proposa comme « tuteur » de l’Église. Cependant, ses prétentions furent rejetées par le Collège des douze apôtres. Le 8 septembre, une commission disciplinaire dirigée par l’Évêque-Président Newel K. Whitney, assisté des membres du Collège des douze apôtres, décida d’excommunier Sidney Rigdon de l’Église. Celui-ci refusa d’assister à ce procès et décida d’excommunier à son tour les membres du Collège des douze apôtres. Il quitta ensuite Nauvoo, prétendant être menacé par les partisans de Brigham Young.

#### Église de Jésus-Christ des Enfants de Sion (Rigdonite)
Ayant quitté Nauvoo, Sidney Rigdon s'installa à Pittsburgh en automne 1844. Réunissant ses partisans dans cette région de la Pennsylvanie, où il avait été prédicateur, il fonda l'« Église de Jésus-Christ des Enfants de Sion » (connue également sous le nom de Église du Christ de Pittsburg).
Il organisa une Première Présidence composée de 3 membres dont lui-même et des collèges de la prêtrise à l’image de ce qui existait déjà dans le mormonisme. En 1847, le mouvement connut des problèmes entre membres et la plupart d’entre eux se dispersèrent, abandonnant leur vieux dirigeant. Quelques loyalistes, comme William Bickerton, lancèrent des mouvements inspirés de l'Église de Sidney Rigdon. Ce dernier continua à vivre dans la région, affirmant jusqu'à sa mort être l'héritier légitime de Joseph Smith.

#### Église du Christ (Bickertonite)
William Bickerton fut converti lors d’un prêche de Sidney Rigdon et rejoignit son mouvement en 1845. Il fut ensuite ordonné ancien puis évangéliste. Lorsque le mouvement se désagrégea en 1847, il refusa de suivre les divers groupes de mécontents. Se retrouvant sans organisation structurée, il envisagea de rejoindre l'Église de Jésus-Christ des saints des derniers jours. En 1852, des émissaires de Brigham Young lui demandèrent de reconnaître et d’enseigner le principe du mariage plural (polygamie), ce qui choqua Bickerton, affirmant : « si l’approbation de Dieu devait me venir par l’acceptation de la doctrine de polygamie, je préfère être rejeté par Dieu ».
En désaccord avec plusieurs des doctrines professées par les partisans de Brigham Young, particulièrement la polygamie, William Bickerton se décida à réorganiser le mouvement rigdonite dispersé. Lors d’une conférence générale à Green Oak (Pennsylvanie) en juillet 1862, plusieurs branches décidèrent de s’associer à nouveau en une seule structure, l'« Église du Christ », présidée par William Bickerton, qui y ordonna aussitôt plusieurs apôtres.
L’Église du Christ rassemble actuellement 15 000 membres. Son siège se trouve à Monongahela (Pennsylvanie). Leur mission est de « partager le don du salut au travers de Jésus-Christ, ses promesses et son amour expiateur, avec toutes les nations et races à travers le monde et de mener à bien les plans de Dieu dans ces derniers jours ».
À la suite d'un désaccord sur le rôle du Collège des douze apôtres, deux mouvements dissidents firent leur apparition : l’Église Réorganisée de Jésus-Christ (en 1907) et l’Église Primitive de Jésus-Christ (en 1914). Les deux mouvements fusionnèrent en une seule Église, à présent disparue.

### Strangites

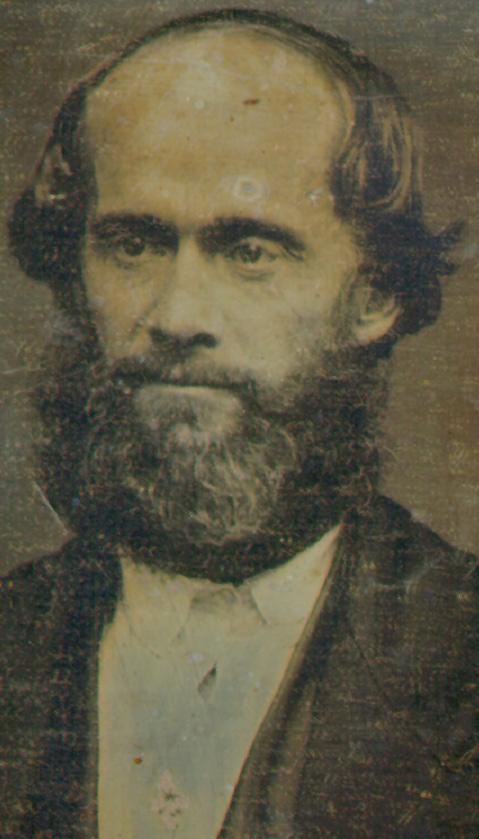
James J. Strang

James J. Strang (1813-1856) fut baptisé le 24 février 1844 à Nauvoo (Illinois) et rapidement ordonné comme ancien. Peu après la mort de Joseph Smith, Strang affirma que celui-ci l’avait désigné comme successeur, présentant une lettre prétendument de sa part, reçue une semaine avant son décès. Strang affirma également qu’un ange lui était apparu au moment de la mort de Joseph Smith et que ce dernier l’avait ordonné comme son successeur.
Bien que Strang fût un récent converti et pas un membre prééminent du mouvement à cette époque, ses affirmations convainquirent nombre de mormons, pensant que le nouveau prophète devait être désigné comme l’avait été Joseph Smith, à savoir par une manifestation divine et non par décision des dirigeants de l’Église. Plus de 12 000 mormons acceptèrent ainsi ses affirmations à ce moment-là, bien que tous ne le suivirent pas lorsqu’il quitta la région en 1848 avec ses partisans.

#### Église de Jésus-Christ des saints des derniers jours (Strangite)
James J. Strang conserva le nom d’« Église de Jésus-Christ des saints des derniers jours » pour son mouvement. En 1845, il aurait découvert une série d’antiques plaques de cuivre à Voree dans le Wisconsin. Celles-ci, connues plus tard sous le nom de « Plaques de Voree » étaient couvertes d’inscriptions incompréhensibles. Strang affirma qu’il était capable de les traduire en vertu de son appel prophétique, de la même manière que Joseph Smith l’avait fait pour le Livre de Mormon. Il produisit ainsi le prétendu récit d’un ancien habitant de l’Amérique. Les plaques disparurent par la suite.
En 1848, Strang décida l’exode de son mouvement vers la Beaver Island, une île du groupe Manitou dans le haut du Lac Michigan. Bien que précédemment opposé à la polygamie, il en introduisit également le principe dans sa communauté en 1849, et épousa lui-même cinq femmes au total. Il organisa un comté qu'il représentait dans la législature de l'État du Michigan et, en 1850, se fit couronner roi de l'île de Beaver, une cérémonie sans précédent aux États-Unis.
Le 16 juin 1856, plusieurs opposants et membres excommuniés du mouvement organisèrent un attentat contre leur « roi » en tirant plusieurs coups de fusil contre lui et en s’acharnant sur son corps. Strang, grièvement blessé, parvint à survivre jusqu’au 9 juillet où il rendit l’âme. Durant cette période, il refusa de désigner un successeur, puisque seul Dieu pouvait choisir un nouveau prophète, en envoyant un ange l’ordonner.
Cette disposition empêcha un nouveau prophète de prendre sa succession. De plus, comme les apôtres devaient être nommés directement par un tel prophète, il ne fut plus possible d’en nommer de nouveaux non plus. Le dernier apôtre ordonné des mains de Strang mourut en 1900. Le mouvement est désormais dirigé par un grand prêtre président, qui ne prétend pas avoir l’autorité de Joseph Smith, ni celle de James J. Strang.
Actuellement, les Strangites ne compteraient plus que quelques centaines de personnes. Ils ont un représentant en Grande-Bretagne.

### Hedrickites
Granville Hedrick (1814-1881) rejoignit l’Église en 1843. Il fut rapidement ordonné ancien au sein du mouvement, mais le délaissa, déçu par les évolutions théologiques de Joseph Smith. À la mort de ce dernier, Hedrick se rendit à Nauvoo, envisageant dans un premier temps de rejoindre Brigham Young. Mais les doctrines de ce dernier et l’ambiance délétère qui régnait dans la ville en raison de la crise de succession le poussèrent à quitter l’endroit et à s’installer à Crow Creek (Illinois). Il s’y associa à d’autres membres rejetant l’autorité de Brigham Young. Il finit par y diriger une congrégation.

#### Église du Christ (Temple Lot)
Dans les années 1850 existaient plusieurs congrégations mormones indépendantes en Illinois. Celles-ci refusaient de se soumettre à Brigham Young, en raison de leur désaccord sur plusieurs points de doctrine, dont la polygamie. En 1857, Hedrick parvint à rassembler plusieurs de ces congrégations en une conférence générale où assista John E. Page, un des anciens apôtres de l’Église originelle. Celui-ci encouragea ces unités à se fédérer en une seule organisation. En 1863, Hedrick fut ordonné apôtre par Page et il accéda à la direction du mouvement.
Hedrick affirma par la suite avoir reçu des révélations divines lui confirmant que Joseph Smith s’était égaré à la fin de sa vie, l’amenant à faire des erreurs. Les Hedrickites rejettent ainsi les doctrines liées à la polygamie, à la pluralité des dieux, au mariage céleste et à l’exaltation.

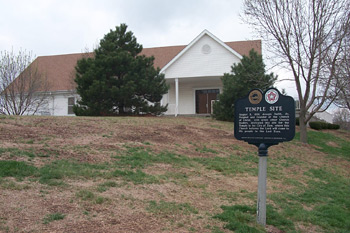
Terrain du Temple (Temple Lot)

Le 24 avril 1864, Hedrick prétendit avoir reçu la révélation que l’Église devait retourner à Independance dans le Missouri pour s’installer à l’endroit d’où les mormons avaient été chassés en 1838. En 1877, les Hedrickites acquirent un terrain sur lequel le temple de la Nouvelle Jérusalem devait être bâti selon une révélation de Joseph Smith afin de préparer la seconde venue du Christ. En raison de leur propriété de ce terrain « stratégique », ils furent connus dès lors sous le nom d’« Église du Christ (Temple Lot) ».
Cette Église refuse le principe d’un prophète-président et est dirigée par un Collège des douze apôtres. Elle accepte le Livre de Mormon, les Doctrine et Alliances complétés par des ajouts propres à ce mouvement religieux, mais rejette la Perle de grand prix. Depuis l’origine, elle ne croit pas aux ordonnances du temple telles qu’elles sont pratiquées depuis Nauvoo. Le mouvement comporterait environ 5 000 membres.

#### Église du Christ «avec le message d'Élias»
Otto Fetting était un apôtre de l’Église du Christ (Temple Lot). En 1927, il prétendit avoir reçu plusieurs fois la visite de Jean-Baptiste lui apparaissant comme un ange. Celui-ci lui aurait donné ainsi un ensemble de messages, le tout étant nommé le « message d’Élias ». Certains des messages de l’ange indiquaient les dimensions du futur temple que les Hedrickites devaient bâtir. En creusant la terre, ils auraient découvert deux petites pierres, enfouies par Joseph Smith, portant les mentions des dimensions du temple. Joseph Smith les aurait enfouies là lorsque l’Église originelle siégeait à Independance.
À la suite de désaccords avec les autres dirigeants, Otto Fetting et ses partisans se séparèrent des autres Hedrickites et formèrent l’« Église du Christ « avec le message d'Élias » ». À sa mort en 1933, Otto Fetting aurait reçu 30 messages de la part de Jean-Baptiste.
Son Église connut également une scission un peu plus tard lorsqu’un de ses membres, W. A. Draves, prétendit en 1937 recevoir à son tour des messages de Jean-Baptiste. Il affirma en avoir reçu 90 au cours de sa vie. Son mouvement éclata lui-même en diverses branches à sa mort.
Les diverses branches de l’Église du Christ « avec le message d'Élias » rassembleraient environ 12 000 membres. Elles sont dirigées chacune par des Collèges des douze apôtres se rejetant l’un l’autre, et diffèrent entre elles par le nombre de messages de Jean-Baptiste qu’elles reconnaissent comme vrais.

## Mouvements apparus auXXesiècle

### Fondamentalistes
Ce sont 40 000 personnes, plus ou moins organisées en différents mouvements, aux marges de l’Utah, de l’Arizona et du Mexique, qui pratiquent la polygamie, en se référant à la pratique historique du mariage plural des mormons du XIXe siècle. Ces personnes ne sont pas membres de l’Église majoritaire qui leur refuse le qualificatif de mormons.

#### Frères apostoliques unis
Lorsque l'Église de Jésus-Christ des saints des derniers jours abandonna la polygamie, plusieurs membres refusèrent de se soumettre à cette décision et continuèrent la pratique. Ils se rassemblèrent dans la région de Short Creek. Devant leur refus de renoncer à la polygamie, l'Église finit par les excommunier.
Dans les années 1920 et 1930, ces fondamentalistes s'organisèrent en un mouvement, les Frères apostoliques uni (en) (Apostolic United Brethren, également connus sous l'abréviation AUB), bien que les membres préfèrent l'appeler le Travail, la Prêtrise ou simplement le Groupe.

#### Église fondamentaliste de Jésus-Christ des saints des derniers jours

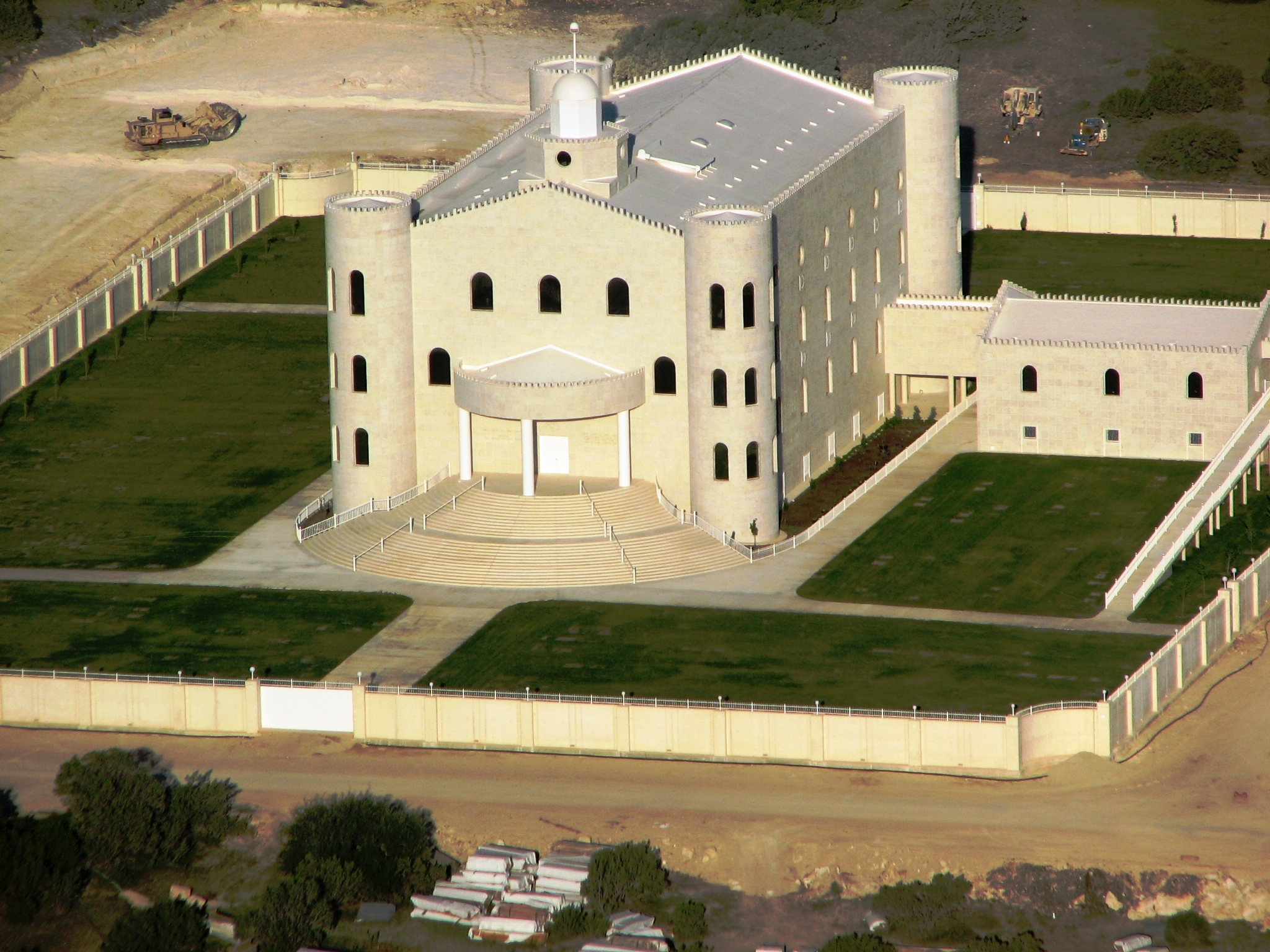
Temple de l'Église fondamentaliste (El Dorado, Texas)

En 1951, à la suite d'un schisme au sein des Frères apostoliques unis, la majorité d'entre eux suivirent Charles Zitting et se structurèrent sous le nom d’« Église fondamentaliste de Jésus-Christ des saints des derniers jours. »
Le siège du mouvement est situé à El Dorado, au Texas. Dirigé par Warren Jeffs depuis 2002, il compte plusieurs centaines de familles. Le groupe a construit un temple pour y pratiquer des sacrements. Ils sont actuellement considérés comme « hors la loi » par les autorités du Texas, en raison de la pratique de la polygamie. C’est le mouvement fondamentaliste le plus structuré. Ses sites internet semblent être régulièrement fermés par les autorités fédérales. En août 2006, Warren Jeffs a été arrêté par le FBI qui l'avait placé cinq mois plus tôt sur sa liste des dix criminels les plus recherchés.

#### Église vraie et vivante de Jésus-Christ des saints des derniers jours
Au début des années 90, un groupe d'étude informel rassembla quelques fondamentalistes ainsi que plusieurs membres de l'Église de Jésus-Christ des saints des derniers jours, en désaccord avec la doctrine de leur Église. Ils affirmèrent que celle-ci avait apostasié en abandonnant la pratique de la polygamie et en modifiant les sacrements du temple.
En 1994, l'un d'entre eux, James D. Harmston, affirma avoir reçu la visite de plusieurs patriarches bibliques lui ayant conféré les « clefs de la prêtrise de Melchisédech ». En conséquence, il fonda le 3 mai 1994 avec ses sympathisants l'Église vraie et vivante de Jésus-Christ des saints des derniers jours (en) (The True and Living Church of Jesus Christ of Saints of the Last Days, aussi connue sous l'abréviation TLC).
Les membres du mouvement pratiquent la polygamie et vivent dans une forme de communautarisme (loi de consécration). Ils croient à la réincarnation (épreuves mortelles multiples) et considèrent leur fondateur comme la réincarnation de Joseph Smith. Les fidèles sont priés de s'installer à Manti (Utah), lieu de rassemblement du mouvement, où vivraient à présent 200 membres.
En 1998, deux femmes accusèrent le mouvement et son fondateur, James D. Harmston, de racket et de fraude, prétendant qu'on leur avait extorqué 250 000 $. Les deux plaignantes furent excommuniées. En 2002, la justice leur donna raison en leur octroyant 300 000 $ de dommages et intérêts mais le jugement fut annulé devant l'impossibilité de diviser la peine entre les différents dirigeants impliqués.

### Libéraux
L'Église de Jésus-Christ des saints des derniers jours est critiquée par des mormons et ex-mormons « libéraux », lui reprochant son autoritarisme et des positions jugées trop conservatrices, particulièrement au sujet des droits de la femme ou des homosexuels. Certains d'entre eux ont lancé des mouvements censés être plus en phase avec le monde moderne. Le refus de développer une organisation trop structurée (jugée trop autoritaire) les confine généralement à rester des mouvements mineurs.

#### Mormonisme réformé
Le mormonisme réformé n'est pas structuré comme une Église mais est un mouvement rassemblant plusieurs partisans d'un mormonisme personnel. Ils rejettent la lecture littérale des Écritures et croient en la révélation qui est personnelle et non pas soumise à un canal d'autorités hiérarchisées. Outre la Bible et le Livre de Mormon, les fidèles se réfèrent également à un livre propre au mouvement, le Livre de Michael. Leur doctrine est présentée via des groupes de discussion et un site web.
Ils considèrent l’enseignement de Joseph Smith de façon évolutive et estiment que le discours prononcé à Nauvoo, en 1844, à l’occasion des obsèques d’un fidèle nommé King Follett marque un tournant décisif des enseignements de Joseph Smith par une rupture avec le christianisme historique. C’est ce qui est appelé « le nouveau paradigme du mormonisme ». Ce paradigme se caractérise notamment par les points suivants : 
- L’existence est éternelle et incréée, sans commencement ni fin (une vision cosmique qui n’est pas sans ressemblance avec les conceptions bouddhistes).
- Dieu, dont la matérialité physique est affirmée, n’est pas créateur, mais organisateur de ce monde sans commencement ni fin.
- L’œuvre de progression humaine, qui est la tâche fondamentale du fidèle, son exaltation, visent à faire de lui un dieu selon la formule fameuse, prononcée vers 1840, par Lorenzo Snow, qui deviendra plus tard le 5e président de l’Église de Jésus-Christ des saints des derniers jours : « Comme l’homme est maintenant, Dieu le fut un jour. Comme Dieu est maintenant, l’homme peut le devenir »"[22]

Pour le mormonisme réformé, la doctrine prêchée par Joseph Smith dans sa période de séjour à Nauvoo comporte de nouveaux développements décisifs, marqués notamment par l’introduction de modèles maçonniques dans les cérémonies du temple et par le discours sur King Follett (ces innovations furent d’ailleurs à l’origine de nouvelles dissidences).